# James McClean
James Aaron McClean (Derry, Irlanda del Norte, 22 de abril de 1989), más conocido como James McClean, es un futbolista profesional que juega para el Wrexham A. F. C. de la EFL Championship de Inglaterra.
Jugó 7 partidos para su país natal al nivel sub-21. Sin embargo, decidió jugar para la selección de fútbol de Irlanda y fue seleccionado en su equipo para la Eurocopa de 2012. Con esta jugó un total de 103 encuentros, siendo el último de ellos en noviembre de 2023.

## Trayectoria

### Institute y Derry
McClean fue nacido en el barrio de Creggan en Derry y empezó su carrera como amateur con el Institute Football Club en su ciudad. Fichó para Derry City después de solamente un partido para Institute. El primer partido de McClean para Derry fue en casa contra Bohemians en la Copa de Irlanda el 1 de julio de 2008. Marcó y Derry ganó 4-1. Su primer partido en la Liga de Irlanda fue contra Cork City el 8 de septiembre del mismo año (empatado 1-1). McClean fue uno de los primeros cuatro jugadores del Derry City Football Club después de su disolución en 2009. Antes de refichar para Derry, McClean fue deseado por el club inglés Lincoln City.

### Sunderland
En julio de 2011, McClean fue un objetivo de dos clubs ingleses - Everton y Blackpool. Después de interés del Wigan Athletic y dos ofertas por el Peterborough United, McClean fue fichado por Sunderland por el su entrenador Steve Bruce, que pagó 350 000 libra esterlina. McClean fue dado un contrato de tres años. Bruce dijo que McClean fue "uno para el futuro" que jugaría en el segundo equipo de Sunderland hasta Navidad. McClean marcó en su primer partido para el segundo equipo de Sunderland, en una victoria por 4-3 contra su rival Newcastle United el 7 de septiembre de 2011.
McClean no jugó ningún partido cuando Bruce era entrenador, pero jugó su primer partido en el primer partido del nuevo entrenador Martin O'Neill. Entró como substituto para Jack Colback el 11 de diciembre de 2011 contra Blackburn Rovers cuando Sunderland estaba perdiendo 0-1, y su equipo ganó por 2-1. McClean comenzó un partido por la primera vez el 1 de enero de 2012 contra Manchester City y Sunderland ganó 1-0. Dos días más tarde McClean marcó su primer gol en la Premier League, durante una victoria por 4-1 contra Wigan Athletic.

McClean se unió a Sunderland el 9 de agosto de 2011 para un cargo de £ 350 000, firmando un contrato de tres años. A la firma McClean, gerente Steve Bruce indicó que era "uno para el futuro", y también dio a entender que él estaría en el equipo de la reserva hasta la Navidad. Su forma en el equipo de desarrollo fue coronada por una meta de reservas debut en la victoria por 4-3 sobre Derby Tyne-Wear rivales Newcastle United , lo que le valió un lugar en el banco Sunderland. a pesar de no hacer una aparición en virtud de Bruce, hizo su debut con el primer equipo de Martin O'Neill primer juego 's a cargo el 11 de diciembre, una victoria por 2-1 sobre el Blackburn Rovers y fue acreditado para la remontada, que vio su costado remontar un 1-0, después de entrar como sustituto de Jack Colback en la segunda mitad.
McClean hizo su primera apertura para Sunderland en su victoria por 1-0 sobre el Manchester City el 1 de enero de 2012, y anotó su primer gol para los gatos negros en la victoria por 4-1 ante el Wigan Athletic dos días más tarde; el 8 de enero , anotó y asistió Sebastian Larsson en la victoria por 2-0 ante el Peterborough United en la tercera ronda de la FA Cup . McClean proporcionó la asistencia de Stéphane Sessegnon primer gol 's en la victoria de 2-0 sobre el Sunderland Swansea City el 21 de enero y nos dieron otra asistencia en el gol del empate para Fraizer Campbell en la siguiente ronda de la Copa ante el Middlesbrough el 29 de enero. Por delante de la repetición para que la luminaria, entrenador del Middlesbrough, Tony Mowbray utiliza McClean como un ejemplo para los jugadores jóvenes a seguir. McClean se volvió proveedor de nuevo en la victoria del Sunderland por 3-0 sobre Norwich City , asistiendo a la meta de Sessegnon, luego anotó el único gol en una victoria sobre el Stoke City el 4 de febrero en condiciones de nieve en el estadio Britannia . una semana más tarde, se abrió el marcador en la pérdida de 1-2 en casa del Sunderland al Arsenal después de Per Mertesacker hirió a sí mismo. el 23 de marzo, Sunderland anunció que McClean había firmado un nuevo contrato destinado para obligarlo a permanecer en el club hasta el verano de 2015.[21] un día después, los ayudaba a una victoria de 3-1 sobre amenazado por el descenso Queens Park Rangers , ayudando a la apertura meta para Nicklas Bendtner y luego anotar por sí mismo. McClean ganó de Sunderland Jugador Joven del Año, al final de la temporada 2011-12.
En agosto de 2012, McClean marcó sus dos primeros goles de la temporada 2012-13 en la segunda ronda de la Copa de la Liga contra Morecambe. También anotó en la tercera ronda, así, al anotar a los 82 minutos de distancia en Milton Keynes Dons . Él anotó su primera Premier League gol de la temporada en la derrota por 3-0 en casa de lectura el 11 de diciembre, exactamente doce meses para el día en que hizo su debut en Sunderland.

### Wigan Athletic
McClean firmado por el Campeonato del club Wigan Athletic en un contrato de tres años el 8 de agosto de 2013. Tres días más tarde hizo su debut en el 2013 FA Community Shield en el estadio de Wembley , a partir de una derrota por 2-0 ante el Manchester United.
Él anotó su primer gol con el Wigan el 26 de enero de 2014 en la FA Cup cuarta ronda, un ganador en una victoria 2-1 contra el Crystal Palace . Que había marcado el 18 de diciembre contra el Sheffield Wednesday , pero ese partido fue abandonado en pesada lluvia y su objetivo fue golpeado partir de los registros; que era el único gol del partido por el minuto 59 en el que fue cancelada.

### West Bromwich Albion
El 22 de junio de 2015, McClean firmado por el West Bromwich Albion en un contrato de tres años por un precio que ronda los £ 1,5 millones. En julio, en la gira del equipo de los Estados Unidos, que dio la espalda a la Bandera de Inglaterra , mientras que el himno nacional británico God Save the Queen se jugó antes de un partido contra el Charleston Battery, que dio lugar a una advertencia verbal del director Tony Pulis.
Hizo su debut en competición el 10 de agosto como el West Brom comenzó la temporada contra el Manchester City en The Hawthorns . Abucheado por los aficionados propias de su equipo cada vez que tocaba el balón, que fue reemplazado por Claudio Yacob en el medio tiempo, ya que su equipo perdió 0-3. El 17 de octubre, después de una victoria en casa por 1-0 sobre su exequipo Sunderland, desafió a los aficionados visitantes, dando lugar a enfrentamientos entre los dos grupos de jugadores; se le dio una advertencia de la FA sobre su conducta. Él anotó su primer gol para los Baggies el 5 de diciembre, un ecualizador 39ª minutos encabezado en un empate 1-1 en casa ante el Tottenham Hotspur. Dos semanas más tarde , que fue expulsado en la primera mitad de una pérdida 1-2 hogar de Bournemouth para un desafío de Adam Smith ; compañero de equipo José Salomón Rondón también fue despedido en el tiempo añadido.

## Internacional
McClean jugó para Irlanda del Norte sub-20 cuando ganó la Copa Milk de 2008 y el 29 de julio marcó el primer gol en su primer partido contra los Estados Unidos en Coleraine (ganó 3-1).
El 26 de julio de 2011 McClean fue seleccionado por Irlanda del Norte, para su equipo contra las Islas Feroe en calificación para la Eurocopa de 2012. Dejó del equipo porque quiso jugar para Irlanda. En enero de 2012 McClean confirmó que no jugaría nunca para Irlanda del Norte.
McClean jugó su primer partido para Irlanda el 29 de febrero de 2012 contra la República Checa en Dublín. Entró el partido como sustituto para Aiden McGeady en el minuto 78. El 7 de mayo del mismo año McClean fue seleccionado en el equipo para la Eurocopa por Giovanni Trapattoni. Después de su selección McClean fue abusado por hinchas norirlandesas por Twitter, incluso a amenazas de muerte.

## Clubes
| Club                        | País              | Año       |
| --------------------------- | ----------------- | --------- |
| Derry City F. C.            | Irlanda del Norte | 2008-2011 |
| Sunderland A. F. C.         | Inglaterra        | 2011-2013 |
| Wigan Athletic F. C.        | Inglaterra        | 2013-2015 |
| Westr Bromwich Albion F. C. | Inglaterra        | 2015-2018 |
| Stoke City F. C.            | Inglaterra        | 2018-2021 |
| Wigan Athletic F. C.        | Inglaterra        | 2021-2023 |
| Wrexham A. F. C.            | Gales             | 2023-     |

## Palmarés

### Campeonatos nacionales
| Título             | Club                 | País       | Año     |
| ------------------ | -------------------- | ---------- | ------- |
| FAI First Division | Derry City F. C.     | Irlanda    | 2010    |
| EFL League One     | Wigan Athletic F. C. | Inglaterra | 2021-22 |